# Wylan Cyprien
Wylan Cyprien (ur. 28 stycznia 1995 w Les Abymes) – francuski piłkarz gwadelupskiego pochodzenia grający na pozycji pomocnika. Od 2021 roku jest zawodnikiem FC Nantes, do którego jest wypożyczony z Parmy.

## Życiorys
Treningi piłkarskie rozpoczął w FC Paris. W 2008 roku przeniósł się do drużyny juniorskiej RC Lens. Pięć lat później stał się zawodnikiem pierwszego zespołu tego klubu. W rozgrywkach Ligue 2 zadebiutował 28 stycznia 2013 w przegranym 1:2 spotkaniu przeciwko Dijon FCO. Pierwszą ligową bramkę zdobył natomiast w sezonie 2013/2014 – 2 listopada 2013 w wygranym 2:1 meczu przeciwko SM Caen. 27 lipca 2016 został piłkarzem pierwszoligowego OGC Nice. Pierwszy ligowy mecz w barwach nowego klubu rozegrał 14 sierpnia 2016 przeciwko Stade Rennais (1:0 dla Nice). W 2020 został wypożyczony do Parmy, która w 2021 wykupiła go. W 2021 został wypożyczony do FC Nantes.

## Statystyki klubowe
| Sezon             | Klub              | Liga              | Liga              | Mecze | Gole |
| ----------------- | ----------------- | ----------------- | ----------------- | ----- | ---- |
| 2012/2013         | RC Lens           | Francja           | Ligue 2           | 12    | 0    |
| 2013/2014         | RC Lens           | Francja           | Ligue 2           | 23    | 1    |
| 2014/2015         | RC Lens           | Francja           | Ligue 1           | 33    | 2    |
| 2015/2016         | RC Lens           | Francja           | Ligue 2           | 34    | 7    |
| 2016/2017         | OGC Nice          | Francja           | Ligue 1           | 29    | 8    |
| 2017/2018         | OGC Nice          | Francja           | Ligue 1           | 16    | 2    |
| 2018/2019         | OGC Nice          | Francja           | Ligue 1           | 29    | 4    |
| 2019/2020         | OGC Nice          | Francja           | Ligue 1           | 20    | 7    |
| 2020/2021         | Parma             | Włochy            | Serie A           | 13    | 0    |
| W sumie w Ligue 2 | W sumie w Ligue 2 | W sumie w Ligue 2 | W sumie w Ligue 2 | 69    | 8    |
| W sumie w Ligue 1 | W sumie w Ligue 1 | W sumie w Ligue 1 | W sumie w Ligue 1 | 127   | 23   |
| W sumie w Serie A | W sumie w Serie A | W sumie w Serie A | W sumie w Serie A | 13    | 0    |